# Heodes bellieri
Heodes bellieri är en fjärilsart som beskrevs av Charles Oberthür 1910. Heodes bellieri ingår i släktet Heodes och familjen juvelvingar. Inga underarter finns listade i Catalogue of Life.